# Rapsodia ungherese (film 1979)
Rapsodia ungherese (Magyar rapszódia) è un film del 1979 diretto da Miklós Jancsó.